# 輸送用機器関連の業界団体の一覧
輸送用機器関連の業界団体の一覧（ゆそうようききかんれんのぎょうかいだんたいのいちらん）を示す。
輸送用機器製造業者の親睦などを目的とする団体、技術向上などを行う団体など、多岐にわたる。

## 業界団体一覧
- 日本鉄道車輌工業会
- 外国自動車輸入協同組合
- 日本自動車整備商工組合連合会
- 日本自動車工業会
- 全国自動車用品工業会
- 日本自動車スポーツマフラー協会
- 日本自動車用品・部品アフターマーケット振興会
- 全国タイヤ商工協同組合連合会
- 日本自動車車体工業会
- 日本自動車部品工業会
- 日本自動車部品協会
- 日本自動車タイヤ協会
- 日本自動車機械工具協会
- 日本四輪駆動車用品協会
- ワンボックスネットワーク協同組合
- 全国自動車電装品整備商工組合連合会
- 全国自動車標板協議会
- 全国ディーゼルポンプ振興会連合会
- 次世代自動車振興センター
- 日本自動車研究所
- 日本自動車会議所
- 日本自動車輸送技術協会
- 日本自動車整備振興会連合会
- 日本自動車車体整備協同組合連合会
- 日本自動車輸入組合
- 自動車検査登録協力会
- 日本自動車査定協会
- 日本自動車鑑定協会
- 全国レンタカー協会
- 全国届出自動車教習所協会
- 全国軽自動車協会連合会
- 自転車協会
- 日本二輪車オークション協会
- 日本自動車リース協会連合会
- 全国二輪車用品連合会
- 全国二輪車安全普及協会
- 中古二輪自動車流通協会
- 全国オートバイ協同組合連合会
- 日本ミリタリーヴィークル協会
- 日本スノーモビル安全普及協会
- 日本造船工業会
- 日本中小型造船工業会
- 全国小型船舶教習所連合会
- 日本造船協力事業者団体連合会
- 日本中古艇協会
- 日本船舶電装協会
- 日本マリン事業協会
- パーソナルウォータークラフト安全協会
- 日本舶用工業会
- 日本舶用機関整備協会
- 日本船舶技術研究協会
- 日本陸用内燃機関協会
- 日本産業用無人航空機協会
- 日本航空宇宙工業会